# Saropogon fletcheri
Saropogon fletcheri là một loài ruồi trong họ Asilidae. Saropogon fletcheri được Bromley miêu tả năm 1934. Loài này phân bố ở vùng Tân Bắc giới.